# 横須賀市立長井小学校
横須賀市立長井小学校（よこすかしりつ ながいしょうがっこう）とは、神奈川県横須賀市長井にある市立小学校。

## 沿革
- 1889年（明治22年） - 尋常高等長井学校として開校。
- 1892年（明治25年） - 尋常高等長井小学校に改称。
- 1941年（昭和16年）4月1日 - 国民学校令により、長井町長井国民学校に改称。
- 1943年（昭和18年）4月1日 - 長井町が横須賀市に編入されたため、横須賀市長井国民学校に改称。
- 1947年（昭和22年）4月1日 - 学制改革により現校名に改称。
- 2014年（平成26年）1月 - 敷地内のケヤキが景観重要樹木に指定される[1]。

## 通学区域
2022年度は長井である。

## 進学先中学校
- 横須賀市立長井中学校 - 全域

また、公立学校選択制により、横須賀市立武山中学校と、横須賀市立大楠中学校にも進学できる。

## 交通
- 京浜急行バス長井小学校バス停より徒歩7分